# Rumień stwardniały
Rumień stwardniały (gruźlica stwardniała, łac. erythema induratum) – zapalne zmiany guzowate, umiejscowione najczęściej na podudziach, głównie po stronie zginaczy, bardzo rzadko także uda. Występują głównie u kobiet. Przebieg jest przewlekły z zaostrzeniami jesienią i wiosną

## Postaci
- postać wrzodziejąca – guz ulega rozpadowi
- postać niewrzodziejąca – guz ulega wchłonięciu z pozostawieniem zagłębienia

## Rozpoznanie
Rozpoznanie ustala się na podstawie: 
1. stwierdzenia guzów zapalnych, głównie na podudziach po stronie zginaczy,
2. skłonności do rozpadu,
3. występowania głównie u kobiet, niekiedy z przebytą lub czynną gruźlicą,
4. bardzo silnie dodatnich odczynów tuberkulinowych,
5. badania histologicznego.